# Heineken Music Hall
М'юзик-хол «Хейнекен» (англ. Heineken Music Hall) — концертна зала в Амстердамі (Нідерланди), розташована недалеко від Амстердам-Арена. Велика зала (також відома як «Чорна коробка»), має площу 3000 м² і вміщує до 5500 осіб, використовується для проведення концертів. Крім того, має малу залу на 700 осіб.
М'юзик-хол був спеціально спроектований для поп-концертів. Тут виступали такі зірки, як Бейонсе, Нікі Мінаж, Radiohead, Keane и Пінк. Його багато використовували і рок-гурти. Серед них Alter Bridge, яка записала концертный DVD Live from Amsterdam. Архітектор комплексу — Фріц ван Донген.
27 лютого 2012 року проведено Дитячий пісенний конкурс Євробачення 2012.